# Alison Hargreaves
Alison Hargreaves (Derbyshire, 17 de febrero de 1962 - K2, 13 de agosto de 1995) fue una alpinista británica. Destacó por haber coronado el Everest en solitario en 1995, sin oxígeno suplementario o el apoyo de un equipo de sherpas. También fue la primera alpinista (1988) en coronar todas las grandes caras norte de los Alpes en una temporada, hazaña que incluye la cara norte del Eiger. Entre los ascensos destacados de Hargreaves también se incluye el Ama Dablam, en Nepal.
En 1995, Hargreaves tenía la intención de ascender las tres montañas más altas del mundo -el Everest, el K2, y el Kangchenjunga- en solitario. Consiguió coronar el primero de los tres picos, el 13 de mayo de 1995, pero apenas tres meses más tarde -el 13 de agosto- moría descendiendo el K2.

## Expedición al K2 y defunción

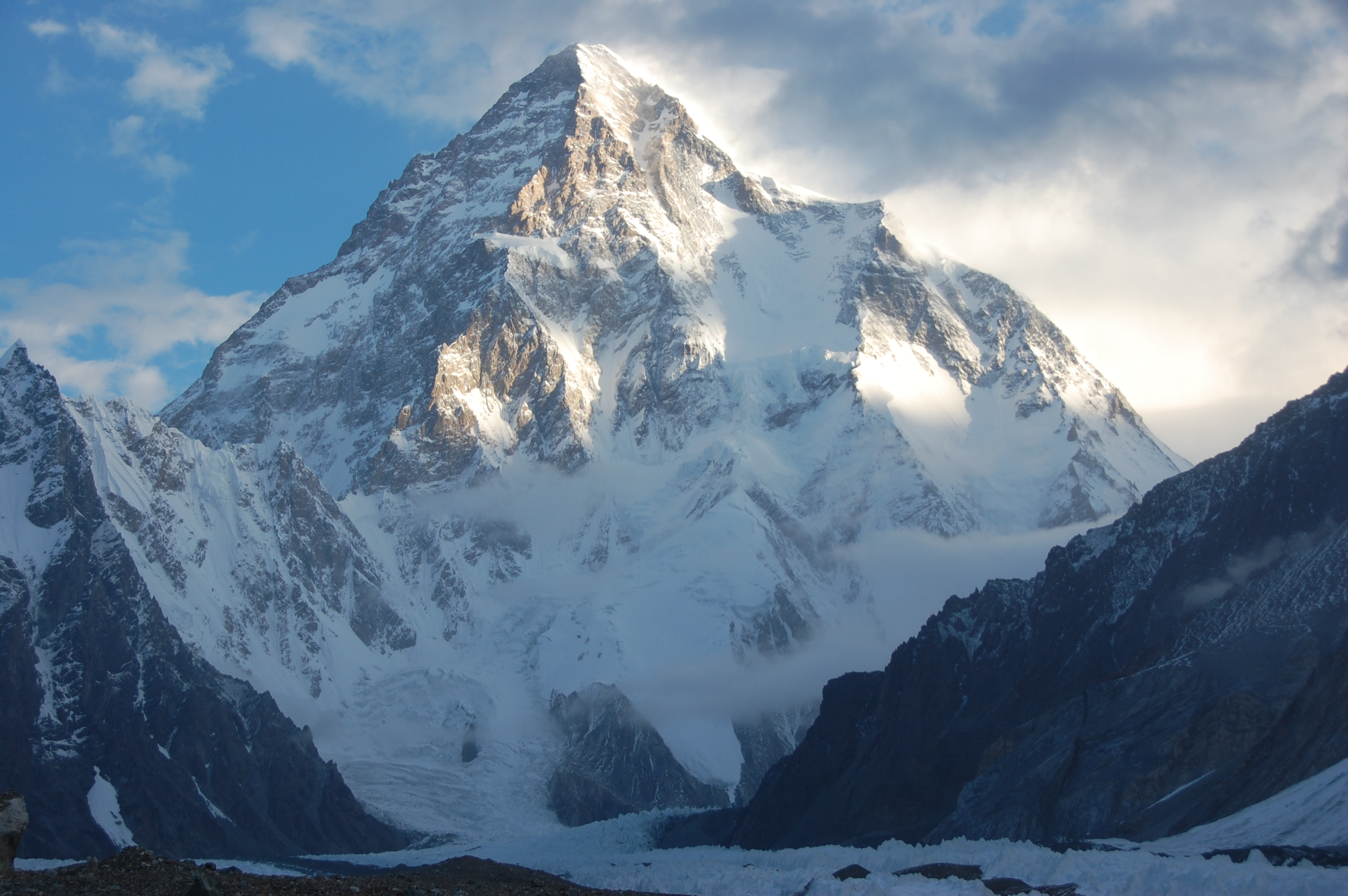
K2, lugar del fallecimiento de Alison Hargreaves.

Después de un breve regreso al Reino Unido para visitar a su familia, en junio de 1995, Hargreaves se unía a un equipo americano que había obtenido un permiso para ascender el K2, la segunda montaña más alta del mundo y considerada como una de las cumbres más difíciles y peligrosos del planeta.
El 13 de agosto, algunos miembros del equipo americano y Hargreaves se unieron a un equipo canadiense y neozelandés en el campo 4 (a unos 7600 metros de altura), entre los que estaban Peter Hillary, el hijo de Edmund Hillary, que decidió dar la vuelta a pesar de haber logrado contactar con una expedición española un poco más arriba del campo 4, en tanto que el tiempo parecía que empezaba a empeorar. A las 6:45 de la tarde, Hargreaves, Javier Olivar, Rob Slater, Javier Escartín, Lorenzo Ortiz y Bruce Grant alcanzaron la cima. Los seis murieron en medio de una tormenta que se desencadenó mientras volvían de la cima. Jeff Lakes, que había decidido dar media vuelta poco antes de hacer la cumbre, consiguió llegar a uno de los campos de altura, pero a pesar de todo falleció a causa de la exposición a las inclemencias del tiempo.
Al día siguiente, dos escaladores españoles,  Pepe Garcés y Lorenzo Ortas, que habían sobrevivido la tormenta en el campo 4, descendían hacia el campo base con síntomas evidentes de congelación y fatiga. Antes de llegar al campo 3, vieron un anorak manchado de sangre, una bota de escalada y un arnés, que identificaron como de Hargreaves. Desde el campo 3 también vieron un cuerpo a lo lejos, que no identificaron con certeza porque no se acercaron, pero sobre el que tenían pocas dudas de que se trataba de Hargreaves, probablemente rodada montaña abajo por la tormenta. Tras el accidente, el capitán Fawad Khan -mediador entre los servicios de rescate y las expediciones afectadas por el accidente- declaró que había pedido a Hargreaves que no fuera más allá del campo base, ya que sería un suicidio adentrarse en la montaña cuando el tiempo aparentaba empeorar.

## Vida personal
Hargreaves creció en Belper, Derbyshire, y se casó con James Ballard. Cuando coronó la cara norte del Eiger, Hargreaves estaba embarazada de su primer hijo, Tom Ballard, quien a su vez se convirtió en la primera persona en coronar en solitario las seis grandes caras norte de los Alpes en un mismo invierno, el de 2014 - 2015.